# Десантні катери проєкту 11770
Десантні катери проєкту 11770 (класу «Серна») — серія російських швидкісних десантних катерів на повітряній каверні. Катери проєкту призначені для висадки на необладнаний берег або зняття з нього бойової гусеничної, колісної та іншої військової техніки загальною масою до 45 тонн, а також передових підрозділів десанту з озброєнням (92 особи) з високою швидкістю 30 вузлів, що перевищує показники інших катерів аналогічного типу.
Належать до кораблів 4-го рангу.
Катери названі на честь козиці звичайної (рос. серна) — парнокопитного ссавця з підродини козячих.

## Історія розробки
Проєкт десантних катерів проєкту 11770 був розроблений в ЦКБ із «СПК ім. Р. Є. Алексєєва» (м. Нижній Новгород), отримав проєктний шифр «Серна».

## Конструкція

Креслення ДКА проєкту 11770 праворуч

Особливістю десантного катера цього проєкту є те, що його рух базується на принципі повітряної каверни, суть якої полягає у створенні під дном катера штучного повітряного прошарку з надлишковим тиском. Вона ізолює більшу частину корпусу від контакту з водою, завдяки чому досягається значне зниження гідродинамічного опору і забезпечує високі швидкості ходу понад 30 вузлів.
Ще одна особливість цього проєкту десантних катерів — це їхній рушій. Замість звичних гвинтів десантні катери проєкту 11770 оснащені новим видом водометного рушія, лопаті робочого колеса якого пристосовані до роботи при постійному надходженні повітря в гідравлічний перетин рушія. Цей рушій названий вентильованим водометним рушієм — ВВР. На відміну від традиційного водометного рушія, ВВР не має спрямовувального апарату та сопла, що формує струмінь. Конструктивно ВВР складається з водоводу, на вихідному перерізі якого розміщується робоче колесо з приводом від валу. ГЕУ складається з 2-х радіальних 42-циліндрових дизелів М503А «Звєзда» потужністю по 4000 к.с. (2942 кВт) кожен при витраті палива 165 г/л годину.
Корпус катера виконаний з алюмінію. Висота борту біля форштевня — 3,45 м, біля міделя — 2,9 м. Катер може перевозити вантажі та техніку зі швидкістю 30 вузлів при хвилях до 2 балів. При хвилюванні моря до 3-х балів перевезення вантажів можливе зі швидкістю до 27 вузлів у пункти морського узбережжя на відстань до 600 миль, але маса вантажів не має перевищувати 29 тонн.
Безпечне плавання при повній водотоннажності допустиме при стані моря до 5 балів. Швидкість ходу при цьому не перевищить 8 вузлів. Десантний катер може самостійно зніматися з мілини. Автономність десантного катера за запасами провізії та води становить 1 добу. Термін служби катера визначений у 15 років із двома проміжними ремонтами кожні 5 років.
Озброєння у катерів відсутнє.

## Десантні можливості

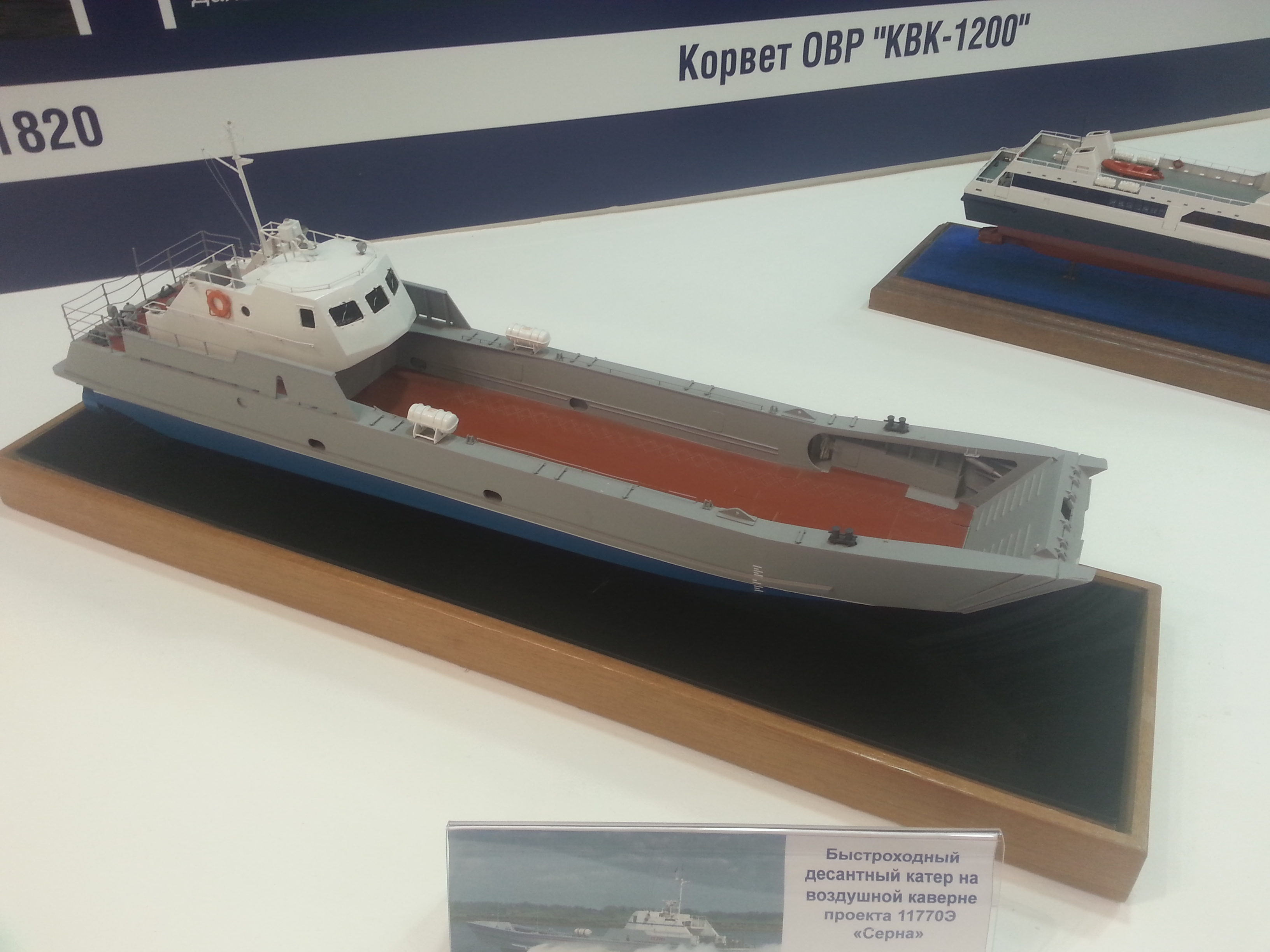
Модель ДКА проєкту 11770, вид праворуч-зверху.

Один основний танк (спеціальний танк) або дві/два БМП/БТР, або до 45 тонн вантажу (при трибальному хвилюванні моря — не більше 29 тонн), або 92 особи десанту.

## Історія служби
«Д-144» був побудований у 2007 році на «Суднобудівному заводі „Волга“» в Нижньому Новгороді, і цього ж року був переведений до Новоросійська для проведення здавальних випробувань. Екіпаж цього десантного катера (5 осіб) був сформований і пройшов підготовку на Каспійській флотилії, де на той час вже були ДКА цього проєкту. 19 лютого 2008 року десантний катер «Д-144» підняв Андріївський прапор і увійшов до складу Чорноморського флоту Російської Федерації.
На січень 2009 року 4 катери цього проєкту перебували на озброєнні Каспійської флотилії, один катер на озброєнні Чорноморського флоту Росії, ще один катер на озброєнні Балтійського флоту.
8 жовтня 2010 року у розпорядження Тихоокеанського флоту Росії було здано новий десантний катер «Д-107» шифр «Серна». Новий катер увійде до складу з'єднання десантних кораблів, що базується у затоці Стрілець. Десантний катер «Д-107» закладено на стапелі «Східна верф» у Владивостоці 11 грудня 2008 року, спущений на воду — 15 квітня 2010 року, до державних випробувань корабель передано 30 травня 2010 року.

## Бойове застосування

### Російсько-українська війна
7 травня 2022 року стало відомо, що українські військові ударним безпілотником Bayraktar TB2 знищили десантний катер проєкту 11770 «Серна» на острові Зміїному, який перебував під контролем російських військ після боїв на острів у лютому 2022 року.
На поширеному ОК «Південь» відео видно, як ворожий десантний катер перебуває біля причалу на захопленому росіянами острові Зміїний у Чорному морі.
Після фіксації місцеперебування катера, оператор БПЛА Bayraktar наводить прицільну марку на нього, і через короткий проміжок часу відбувається влучання високоточного коригованого боєприпасу. Після влучного попадання у рубку відбувається вибух, а за ним і ще один, а потім розпочинається пожежа на катері окупантів. При цьому катер залишається на місці, і навіть не намагається втекти. Під час удару на катері знаходилась жива сила та ЗРК «Тор» агресора. У кінці травня 2022 були опубліковані супутникові фотографії де затонуле судно підняте плавучим краном з дна.
10 листопада 2023 року було уражено два десантних катери спецпідрозділом ГУР. Два російські десантні катери проєкту 1176 «Акула» та проєкту 11770 «Серна» були атаковані, в районі бухти Вузька що в Криму, українським дроном-камікадзе, в результаті катери отримали пошкодження та потонули.

## Список катерів проєкту
Кольори таблиці:
- — недобудований або утилізований не спущеним на воду
- — діє у складі ВМФ РФ
- — діючий у складі не російських ВМС або як цивільне судно
- — списаний, утилізований чи втрачений
- — знаходиться на зберіганні

| Назва                         | Бортовий № | Виробник           | Заводський № | Дата закладення | Спуск на воду | Введення в стрій | Флот | Стан                |
| ----------------------------- | ---------- | ------------------ | ------------ | --------------- | ------------- | ---------------- | ---- | ------------------- |
| Д-67                          | 747        | ССЗ «Волга»        | № 801        | 1.07.1993       | 21.06.1994    | 30.12.1994       | БФ   | У строю             |
| Д-156                         | 631        | ССЗ «Волга»        | № 802        |                 |               | 29.12.1999       | КФл  | У строю             |
| Д-131                         | 630        | ССЗ «Волга»        | № 803        | 1994            |               | 30.12.2002       | КФл  | У строю             |
| Д-172                         | 645        | ССЗ «Волга»        | № 804        |                 |               | 27.12.2005       | КФл  | У строю             |
| Д-144                         | 575        | ССЗ «Волга»        | № 805        |                 |               | 19.02.2008       | ЧФ   | Знищений 09.11.2023 |
| Д-56                          | 634        | ССЗ «Волга»        | № 806        |                 |               | 12.2008          | КФл  | У строю             |
| Д-1441                        | 746        | ССЗ «Волга»        | № 807        |                 |               | 26.12.2009       | БФ   | У строю             |
| «Контр-адмірал Олєнін» Д-1442 | 616        | ССЗ «Волга»        | № 808        |                 |               | 26.12.2009       | БФ   | У строю             |
| Д-809                         |            | ССЗ «Волга»        | № 809        |                 |               | 29.05.2013       | КФл  | У строю             |
| Д-810                         |            | ССЗ «Волга»        | № 810        |                 | 2012          | 29.05.2013       | КФл  | У строю             |
| Д-199                         | 544        | ССЗ «Волга»        | № 811        |                 | 2012          | 04.08.2014       | ЧФ   | У строю             |
| Д-107                         | 650        | «Східна верф»      | № 3001       | 11.12.2008      | 15.04.2010    | 10.06.2010       | ТОФ  | У строю             |
| Д-                            |            | Азовська судноверф |              |                 |               |                  | ЧФ   | Будується           |

| Назва  | Бортовий № | Виробник                      | Заводський № | Дата закладення | Спуск на воду | Введення в стрій | Флот                     | Стан                                          |
| ------ | ---------- | ----------------------------- | ------------ | --------------- | ------------- | ---------------- | ------------------------ | --------------------------------------------- |
| «Tiir» | 104        | ССЗ «Волга» (Нижній Новгород) | 501          |                 |               | 1994             | Берегова охорона Естонії | У строю з 1995 року. З 2004 року — цивільний. |
| н/д    | н/д        | ССЗ «Волга»                   | 502          |                 |               | 1994             | ОАЕ                      | У строю                                       |
| н/д    | н/д        | ССЗ «Волга»                   | 503          |                 |               | 1994             | ОАЕ                      | У строю                                       |
| н/д    | н/д        | ССЗ «Волга»                   | 504          |                 |               | 1995             | ОАЕ                      | У строю                                       |

## Фотографії

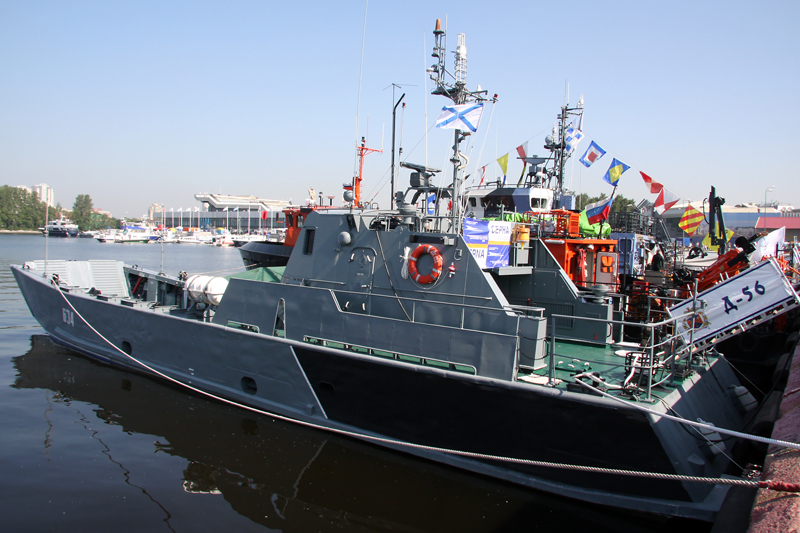
Д-56 на міжнародному військово-морському салоні 2011
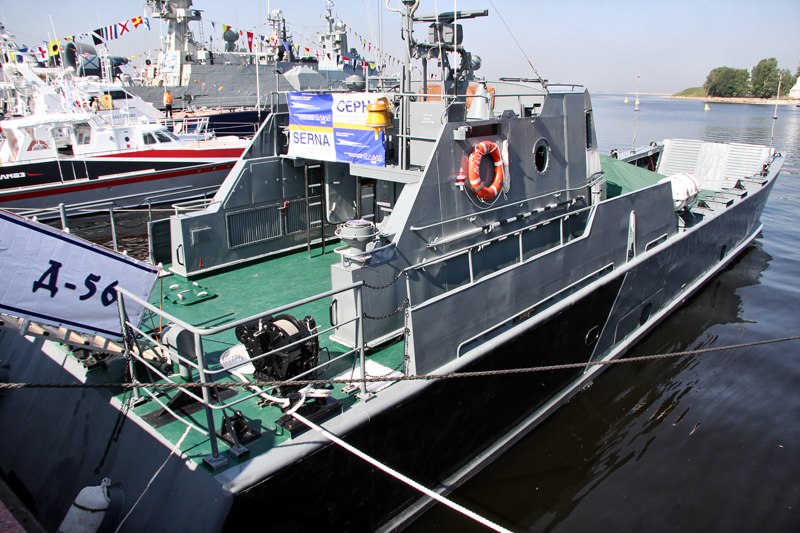
Д-56 на міжнародному військово-морському салоні 2011
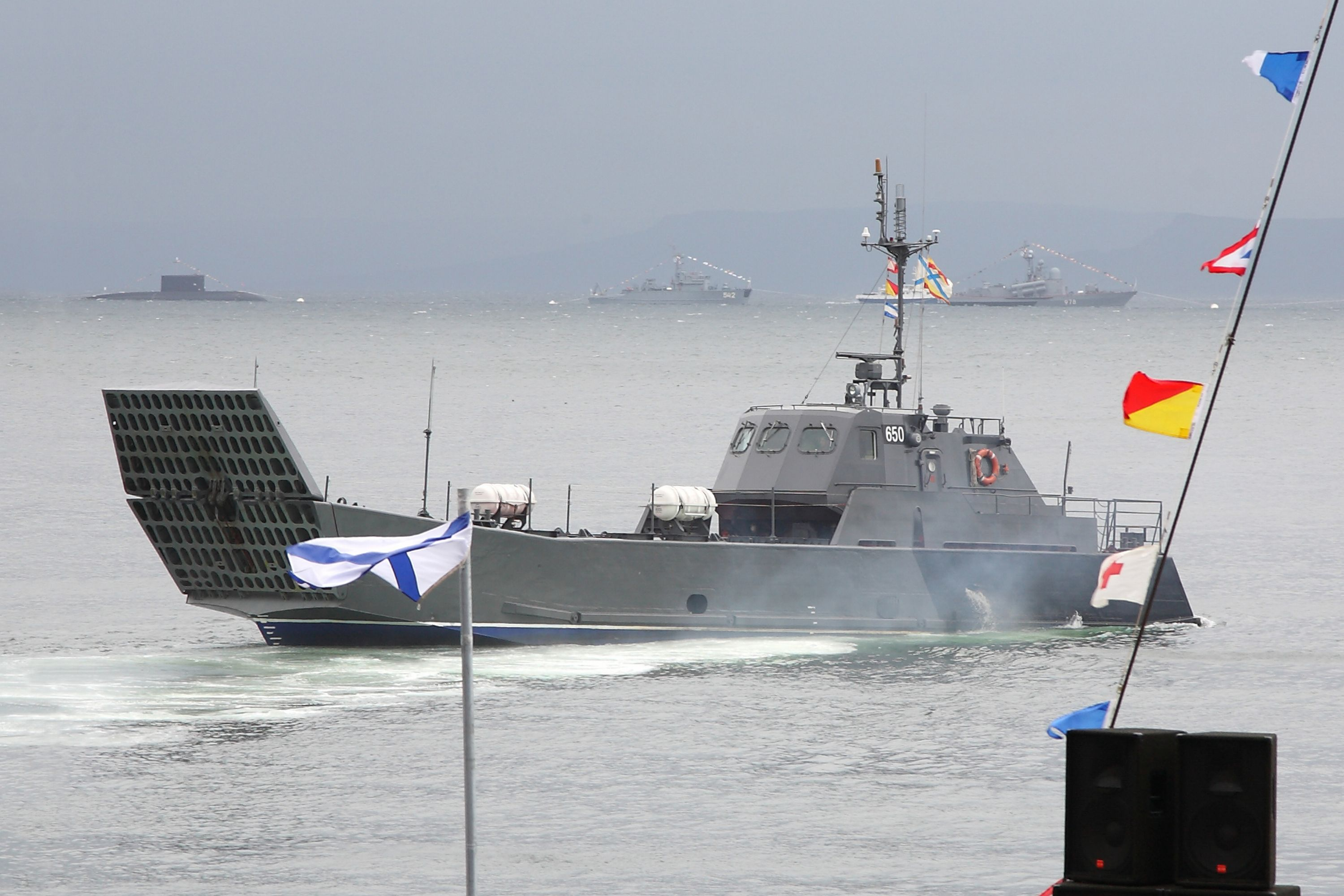
Д-107. Амурська затока. 2012
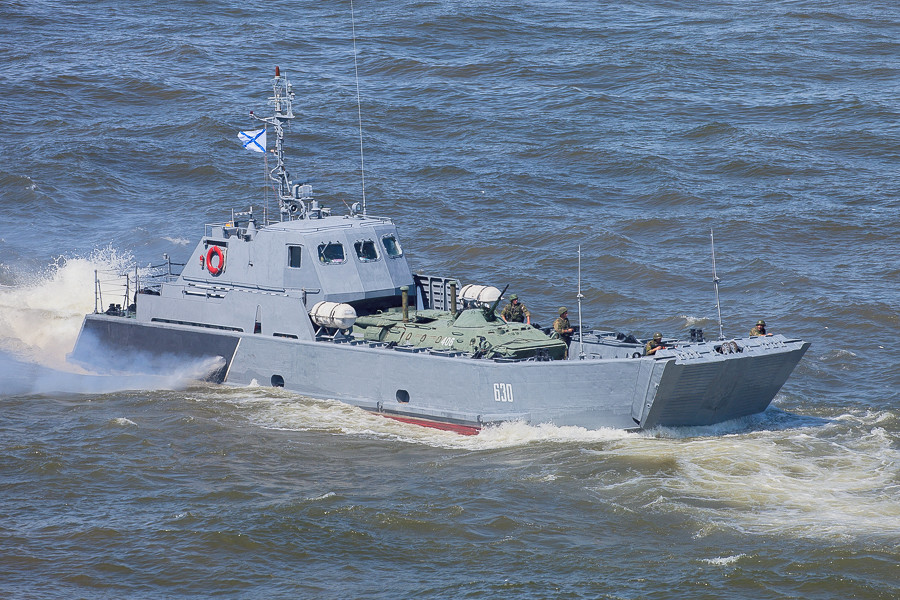
Д-156 в Астрахані. 2015
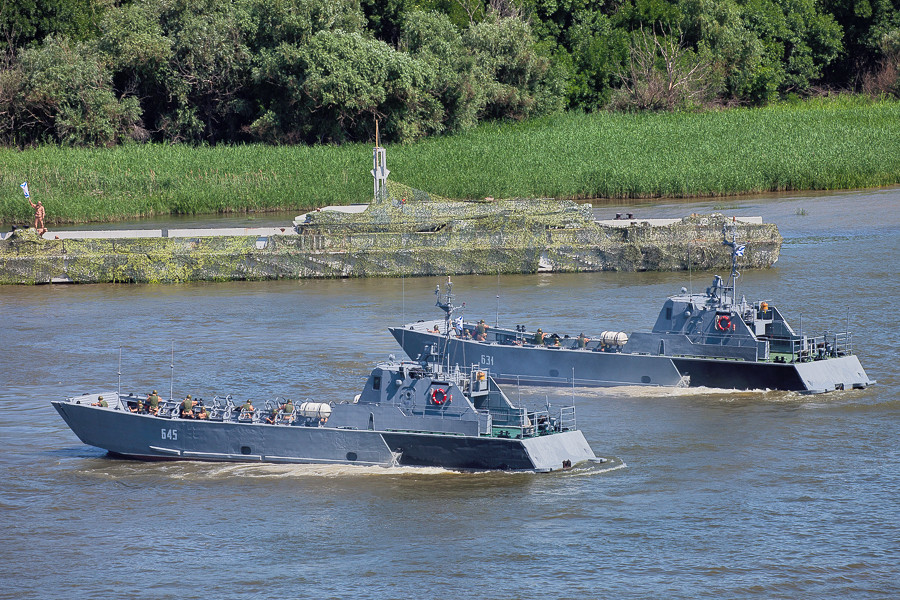
Д-172 та Д-131 в Астрахані. 2015